# Dębnowola (gmina Mogielnica)
Dębnowola – wieś w Polsce położona w województwie mazowieckim, w powiecie grójeckim, w gminie Mogielnica, nad Mogielanką.
Wieś duchowna Wola Dębna położona była w drugiej połowie XVI wieku w powiecie grójeckim ziemi czerskiej województwa mazowieckiego. W latach 1975–1998 miejscowość należała administracyjnie do województwa radomskiego.